# عوامل آلکیله‌کننده
عوامل آلکیله‌کننده عواملی هستند که یک گروه آلکیل را به مولکول دی‌ان‌ای پیوند می‌دهند و با این روش مانع همانندسازی دی‌ان‌ای می‌شوند. از این عوامل بیشتر در شیمی‌درمانی نئوپلاسم‌های مختلف استفاده می‌شود مانند ملفالان، سیکلوفسفامید و کلرامبوسیل. البته در برخی موارد مانند گاز خردل کاربرد سمی نیز دارند.

## مکانیسم اثر
عوامل آلکیلان معمولاً یک گروه آلکیل (CnH2n+1) را به اتم شماره هفت نیتروژن در نوکلئوتید گوانین در مولکول دی‌ان‌ای پیوند می‌دهند. عوامل دی‌آلکیلان مانند Busulfan با دو اتم نیتروژن مختلف پیوند می‌یابند و موجب ایجاد پیوندهای عرضی (اتصالات متقاطع) در دی‌ان‌ای می‌شوند. تغییر شکل دی‌ان‌ای با جلوگیری از همانندسازی سلول‌ها موجب مهار رشد تومور می‌شود.

### محدودیت‌های استفاده از عوامل آلکیلی
عملکرد این عوامل وقتی در حضور آنزیم ریپیر دی‌ان‌ای هستند محدود می‌شود چرا که این آنزیم که ام جی ام تی (ا-۶-متیل گوانین دی‌ان‌ای متیل ترنسفراز) نام دارد و کراس‌لینک زنجیرهٔ دورشته‌ای دی‌ان‌ای که در نتیجهٔ عامل آلکیلی اتفاق می‌افتد توسط سیستم ریپیر سلولی مختل می‌شود.
اگر منطقهٔ پروموتر این آنزیم متیله شود سلول قادر به تولید آنزیم نیست بنابراین پاسخگویی به عامل آلکیلی بیشتر می‌شود. متیله کردن پروموتر آنزیم ام‌جی‌ام‌تی در سرطان گلیوما سطح پاسخگویی به عامل آلکیلی را پیش‌گویی می‌کند.

## عوارض
این عوامل چون موجب مهار همانندسازی می‌شوند در سلول‌های تکثیریابندهٔ بدن نیز عوارض متعددی دارند مانند سلول‌های فولیکول مو (باعث ریزش مو می‌شود)؛ غدد جنسی (ناباروری)؛ روده (اسهال و کولیت)؛ مغز استخوان (سیتوپنی). همچنین احتمال ایجاد سرطان و هایپرترمی از عوارض این داروها هستند.

## سایر عوامل آلکیله‌کننده
برخی عوامل آلکیله‌کننده در ضدعفونی استفاده می‌شوند. این عوامل گروه آلکیل خود را جایگزین اتم‌های هیدروژن در مولکول‌های پروتئین می‌کنند و به این ترتیب آن‌ها را دناتوره کرده یا گروه‌های ساختاری موجود در پروتئین را غیرفعال می‌کنند. این عوامل برخلاف بقیه ضدعفونی‌کننده‌ها علاوه بر فرم‌های رویشی باکتری‌ها ضد اسپورها نیز فعال هستند مانند فرمالدهید و گلوتارآلدهید.

## تاریخچه
پیش از استفاده از مواد آلکیلی در شیمی‌درمانی از آن‌ها در تولید گاز خردل سولفوری استفاده می‌شده‌است. همین‌طور در تولید سلاح‌های شیمیایی در جنگ جهانی دوم استفاده می‌شد. خردل‌های نیتروژنی جزو اولین عوامل آلکیلی هستند که در پزشکی و در شیمی‌درمانی مدرن از آن‌ها استفاده شد. گودمن و گیلمن در سال ۱۹۴۲ در دانشگاه ییل به‌دنبال نتایج تحقیقات به‌دست آمده از آزمایش تومور برروی موش‌ها که بسیار متغیر بود شروع به تحقیق روی گاز خردل کردند. بعداً در همان سال همان عوامل روی انسان بررسی شد. به‌خاطر حساسیتی که روی برنامهٔ حمله‌های گازی در جنگ جهانی دوم بود تا مدت‌ها نتایج این تحقیقات که نشان از کاهش چشمگیر سایز تومور داشت منتشر نشد.
گودمن و گیلمن قصد داشتند به مطالعهٔ پتانسیل خردل نیتروژنی به عنوان راهی در درمان سرطان بازمانده‌های اتفاق سال ۱۹۴۳ در اثر انتشار گاز خردل در باری، ایتالیا بپردازند.